# Floris Adriaan van Hall (schout)
Floris Adriaan van Hall, ambachtsheer van Heicop en Boeicop, (Leiden, 6 december 1736 – Heicop, 29 juni 1808) was een Nederlands schout en notaris.
Floris verloofde zich in 1759 met Anna van Noorle, de dochter van Herman van Noorle, rentmeester, schout en substituut-drossaard te Vianen. Floris werd daar benoemd tot schout, en later tot notaris, ordinaris leenman, drossaard en dijkgraaf. Floris en Anna woonden op 'Monnikenhof,' even buiten de stad.
Van Hall was van 1784 tot 1790 schout en notaris in Heicop en Boeicop. Hij werd zelf ambachtsheer van Heicop en Boeicop na koop in 1797. Na zijn overlijden werd zijn vrouw Anna van Noorle (1739-1815) ambachtsvrouwe van die heerlijkheid. 
Anna en Floris Adriaan van Hall waren de ouders van:
- Adriaan, die na zijn huwelijk met Egbertina Rebecca Teyler (1758–1785) zijn naam veranderde in Adriaan Teyler van Hall (1761–1839)
- Hermannus (1763–1841), predikant
- Abraham Floris (1764–1803)
- Jan Everard (1765–1766)
- Maurits Cornelis (1768–1858), jurist en letterkundige , die zijn moeder opvolgde als heer van Heicop en Boeicop
- Christiaan, die zijn naam veranderde in Christiaan van Noorle van Hall (1772–1834)
- Anna Sara (1779–1854)